# Zebraplatys bulbus
Zebraplatys bulbus là một loài nhện trong họ Salticidae.
Loài này thuộc chi Zebraplatys. Zebraplatys bulbus được Peng, Tso & Li miêu tả năm 2002.